# Castro di Dorgali
Il Castro di Dorgali era una struttura difensiva medievale risalente al XIII secolo nella cittadina sarda di Dorgali.

## Storia

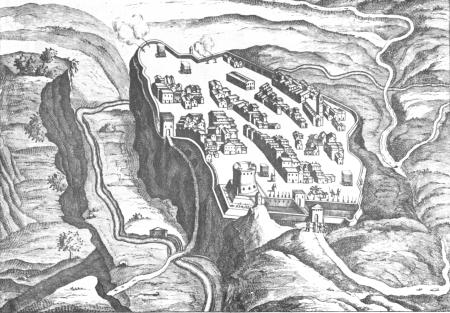
Castro, da J. Blaeu, Amsterdam 1663

Il modello difensivo utilizzato nella fortificazione della "Castro" limitrofa a Montalto, permette di ipotizzare la forma dell'antico "Castro" (o Corte) di Dorgali, in considerazione sia della similitudine topografica che dell'orientamento geografico. Le strutture difensive, seppur molto più modeste di quelle laziali, utilizzate nel Castro (oggi Rioni di Sa Serra e di Sa Porta) di Dorgali si presentavano nel XIII secolo, simili a quelle laziali: La porta delle mura, "sa porta", ad est (in basso nella stampa riportata a destra).
La porta della quale, esiste ancora la struttura accorpata ad un portico nei pressi di Via Cavallotti, era collocata nel tratto di mura non protetto o da fossati, i rii a Nord e a Sud, o da una barriera naturale, infatti a Ovest (in alto nella stampa) nel Castro laziale e nel castro Dorgalese vi era un burrone. In caso di assedio gli assedianti dovevano raggrupparsi obbligatoriamente sotto la porta dove nei pomeriggi assolati erano abbagliati dal sole che volgeva al tramonto e in estate venivano attanagliati dalla calura e tutto questo li rendeva più vulnerabili ai dardi dei difensori asserragliati dietro le mura. La scelta di questa collocazione geografica del castro era il frutto di una precisa decisione logistica di ingegneristica militare che era prerogativa di militari (prima bizantini poi giudicali e templari).
la Cinta muraria era "sa serra" in sardo o la "therra" (cfr. pg. 181 F.Artizzu - La Sardegna Pisana e Genovese - Chiarella Sassari) in lingua toscana antica che come si è detto era collocata a Sud, Ovest e Nord. Mentre i fossati erano probabilmente coincidenti con il Rio di San Giovanni Battista, oggi Corso Umberto, presente a Sud (a sinistra nella stampa) ed il Rio del Castro (da cui forse l'adiacente località di Castula che in origine poteva essere Crast' 'Ula e cioè Gola del Castro. Castula è anche un nome femminile del 1600, usato ancora in Centro America, derivato dall'omonima santa della città di Terni) poi diventato Rio di Sa Lepora (in italiano la lebbra), oggi Via Galileo presente a Nord (a destra nella stampa). Extra muros (a destra nella stampa) del castro dorgalese, alla destra della sponda (dando le spalle alla sorgente) del rio di Sa Lepora (la lebbra) fu collocato dall'ordine ospedaliero lazzarita presente a Dorgali nel secolo XII un lebbrosario (su leprosariu).
Dentro le mura del castro di Dorgali si pensa fossero presenti le strutture degli ospedalieri antoniti: il romitorio (in Via del Pellegrino, ora parzialmente caduto), l'ospedale di Sant'Antonio (S'Ospidale de Sant'Antoni oggi demolito in Via Venezia, resta solo un portico di accesso), la sede del balivo con la celletta di sicurezza (in Via Cagliari) e l'orfanotrofio (esistente in Piazza Sant'Antonio) dei quali, come si è detto, restano spesso i resti o le stesse strutture. Gli ospitalieri di cultura occitana-catalana è probabile che definissero il castro con l'accezione "Castras Sorgal" o "Castras Thorgal" che in occitano significa castro del fontanile. La Rettoria del Castro dorgalese (che serviva anche il borgo vicino di Scopeta) era la Teotokos oggi La Madonna delle Grazie o Chiesa dell'Assunta. Del Castro esistono ancora le chiese di Sant'Antonio e di Santa Caterina e sono scomparse le chiese di Santa Croce, del Rosario e quella dei santi Andrea, Marco e Giovanni Battista. Nell'estremità Ovest del Castro era ubicato il santuario territoriale della grande chiesa dei santi Cornelio e Cipriano dotata di un campanile e con un cimitero annesso, era dedicata anche a San Michele Arcangelo.
La Rettoria del borgo esterno al castro separato dal rio di San Giovanni era la Chiesa dei Santi Sebastiano e Nicola di Mira di Sena, oggi scomparsa. Sono ancora presenti di questo centro le chiese di: della Maddalena, di Itria, del Carmelo e della Madonna di Sena ed è scomparsa la Chiesa dei santi Bachisio Cosimo e Damiano di Sena e la Chiesa della Madonna di Loreto originariamente una ridedicazione a Santo Stefano. Sena è un termine originatosi dal catalano "La Seu" e cioè la sede da cui Seuna a Nuoro e Sena a Dorgali. Questo borgo veniva chiamato Thorpeia oggi rioni di "Sa Chejedda (de Unu, in Via Eleonora, e de Duos, in Via Goito, la prima e la seconda)" e di "Gorito". A Dorgali era collocato in Via Dante (S'Eremu) il Monastero di San Giovanni Battista "Su Lillu" il cui culto diede il nome al rio che separava il borgo di Thorpeia da quello del Castro. Thorpeia, contrariamente al castro fortificato, era un villaggio monastico ubicato extra muros e costituito da popolazione di condizione servile (il cui nome si origina dal verbo latino torpesco privo di mezzi), come risulta da un documento catalano del XVI secolo pubblicato nella prima edizione della "Diocesi di Galtellì" di Monsignor Ottorino Alberti, possedeva i salti di S'Armulanza (oggi Mulattai. Il termine è originato dal sardo antico s'armulanza o sa mulatta e cioè il cavolo selvatico) dove era presente la chiesa di Santo Stefano e di Miriai (Oggi Mariscai e Iriai) e dove sono ancora presenti le Chiese di San Pantaleo Dottore e della Madonna degli Angeli.  Questi salti costituivano la continuità territoriale, infatti erano attraversati da una strada romana, dei borghi di Gonare e di Torpeia, con l'alveo del Cedrino e con la restante parte della vasta ansa fluviale che costituiva il Salto di Girifai. Gonare, già Gonarium nel Medioevo, era una corte (Curtis) monastica, e rispetto al Castro dorgalese era ubicata a Nord Est (sulla stampa nell'angolo destro). Gonarium aveva un monastero con la chiesa di Sant'Angelo e la Madonna e la Chiesa dei santi Cecilia e Roberto di Molesmes (secondo altri Lamberto di Liegi). Il centro è citato in una Bolla Papale del 1245 di Gregorio VII di esenzione fiscale a favore del Monastero di Sant'Angelo di Porcarzos che ratificava la concessione firmata a Gonarium dal Vescovo di Olbia. Di Gonare oggi esistono le chiese di Santa Lucia, quella di San'Angelo e Madonna di Gonare, di San Lussorio e sono comparse: la chiesa dei santi Cecilia e Lamberto di Liegi (quest'ultimo aveva un eremo sulla punta della collina basaltica di Pirischè che sovrasta Gonare) e quella della Decapitazione (o Conversione) di San Paolo (qui erano custoditi i simulacri di Sant'Eusebia Abadessa e di San Mauro Vescovo, santi cistercensi).